# Melitaea flavomarginata
Melitaea flavomarginata är en fjärilsart som beskrevs av Van Oorschot 1966. Melitaea flavomarginata ingår i släktet Melitaea och familjen praktfjärilar. Inga underarter finns listade i Catalogue of Life.